# I'm a Slave 4 U
I'm a Slave 4 U (conosciuta anche come Slave 4 U o semplicemente Slave) è un singolo della cantante statunitense Britney Spears, pubblicato il 3 settembre 2001 come primo estratto dal terzo album in studio Britney.
È considerato un'evoluzione nella carriera dell'artista, sia per il genere musicale affrontato, sia per il testo della canzone, sia per l'immagine più adulta e matura che la cantante dà di sé.

## Descrizione
I'm a Slave 4 U è il primo singolo di Britney Spears a essere prodotto e scritto dai The Neptunes. La canzone era stata inizialmente pensata per Janet Jackson, a cui però il pezzo non piacque, e si optò per Spears. Si rivelò una scelta abbastanza azzecata, dato che per molti fan, questa canzone è considerata il momento di transizione fra la vecchia Britney e la nuova se stessa. La canzone usa un campionamento di Nasty Girl dei Vanity 6, un trio femminile inglese, fondato da Prince nei primi anni ottanta. In seguito la canzone è stata mixata con un altro pezzo di Britney Spears Boys, e questo medley, benché mai pubblicato, è stato utilizzato spesso durante la promozione dell'album.

## Video musicale
Diretto da Francis Lawrence a Maracaibo, in Venezuela, il video di I'm a Slave 4 U è presumibilmente il video più audace della cantante. Nel 2002 ha ricevuto tre nomination al MTV Video Music Awards come "miglior video femminile", "miglior video dance" e "migliore coreografia" (opera del coreografo Wade Robson). Inoltre il video è stato scelto come Most fashonable Video del 2001 dall'emittente filippina di MTV.
In una futuristica città, su un balcone, Britney Spears canta e poi danza sinuosamente, con movenze sensuali. Un ragazzo si reca la bottiglia alla bocca, ma manca l'acqua e butta la bottiglietta. Poi la cantante entra all'interno dell'edificio (una sauna), percorrendo un corridoio mentre con le braccia dirige l'ascoltatore su di sé, mentre c'è un viavai di gente nel frattempo. Britney raggiunge la sauna, dove altri come lei provano caldo e molta arsura, raccolti tra di loro. Lei si mischia con il gruppo, mentre intanto iniziano tutti a baciarsi provando sempre più calura. Vengono alternate dunque delle scene in cui Spears viene vista mentre danza sinuosamente sul bacino o s'avvicina ad uno specchio muovendo i fianchi, oppure sta con gli altri ragazzi.

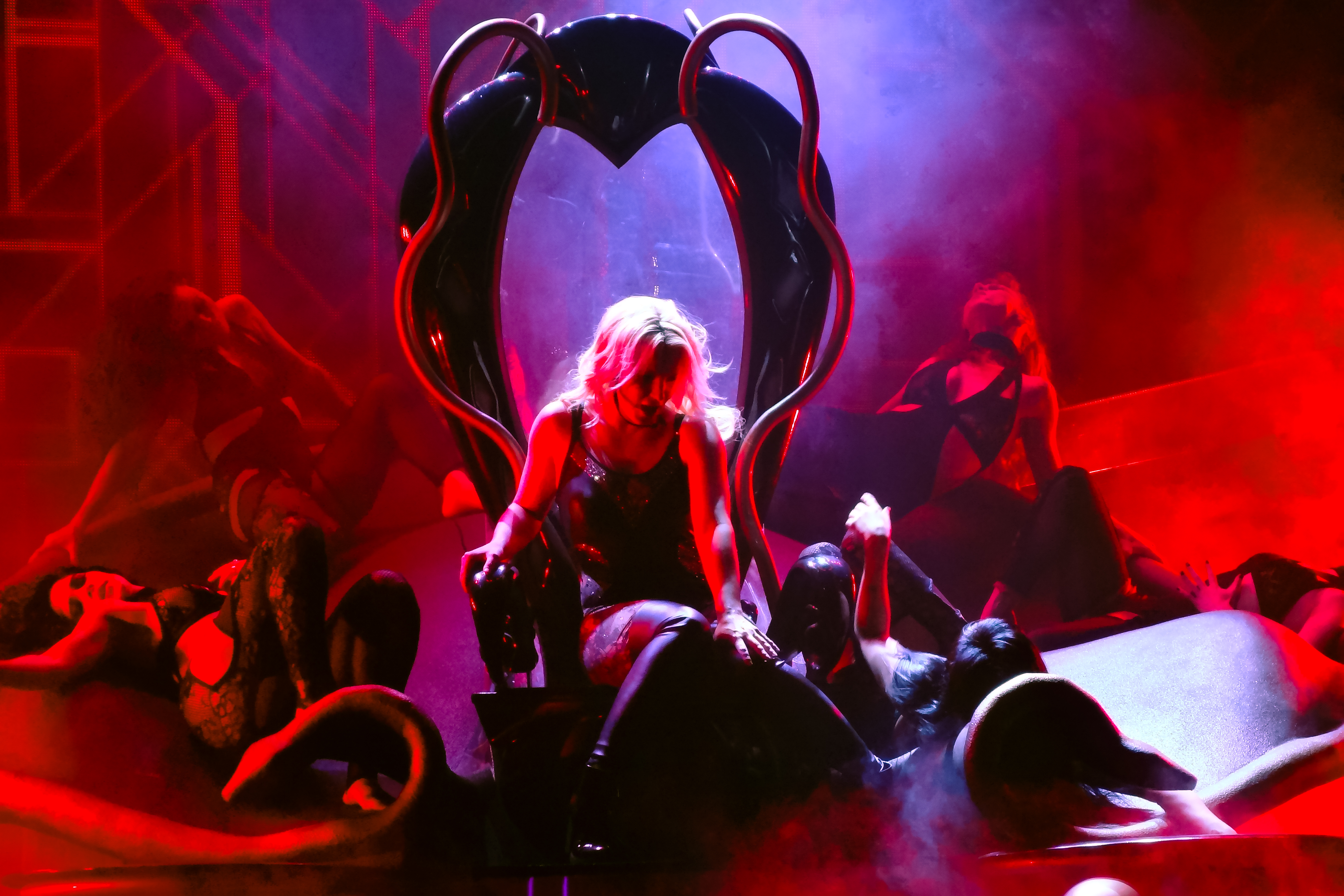
Britney Spears canta I'm a Slave 4 U al Piece of Me residency 2014.

In un secondo momento, la ragazza comincia la sua coreografia, raggiunta presto da un gruppo di ballerini. Queste sequenze sono intervallate da altre, in cui la coreografia continua, ma in ambienti diversi fra loro. I ragazzi iniziano a leccarsi e a passarsi le mani e i corpi l'uno accanto all'altro, per trovare un po' di refrigerio. Poi si vede l'artista che continua ancora a ballare e, nel finale, appare stremata in un angolo della sauna. Un uomo le lecca il sudore dal volto, mentre un giovane rivolge il proprio accendino su un tubo dell'acqua aperto. L'acqua inizia a invadere la stanza a sprazzi e tutti ne godono. Poi comincia a piovere, e tutti corrono fuori per trovare refrigerio. L'acqua piovana inizia a scorrere tra le dita dei presenti, mentre Britney sorride chinando la testa verso lo spettatore leccandosi un dito con un: "Like that!", e la telecamera si spegne.
Nel DVD contenente tutti i video della cantante uscito nel 2004, Greatest Hits: My Prerogative, sono contenute due diverse versioni di questo video. Nella prima versione, Spears canta il brano a cappella, nella seconda versione, si vede la coreografia dall'inizio alla fine, priva di inserti di altre sequenze.
Il 29 marzo 2018 il video ha ottenuto la Certificazione Vevo.

## Promozione
Spears ha eseguito questa canzone agli MTV Video Music Awards del 2001 in un'esibizione che comprendeva anche l'utilizzo di una tigre bianca e da un pitone albino. Tale esibizione è stata inserita al secondo posto tra le migliori performance dei VMA da Billboard tramite un sondaggio.

## Tracce
| UK CD Single 1. "I'm a Slave 4 U" — 3:23 2. "Intimidated" — 3:17 3. "I'm a Slave 4 U" [Instrumental] — 3:23 UK Promo CD 1. "I'm a Slave 4 U" — 3:23 Europe/Australia CD Single 1. "I'm a Slave 4 U" — 3:23 2. "I'm a Slave 4 U" [Instrumental] — 3:23 3. "Intimidated" — 3:17 4. "Britney... Interview" — 4:16 U.S. Promo CD 1. "I'm a Slave 4 U" — 3:23 2. "I'm a Slave 4 U" [Instrumental] — 3:23 | U.S. 12" Vinyl - Side A: 1. "I'm a Slave 4 U" [Thunderpuss Club Mix] — 8:45 2. "I'm a Slave 4 U" [Thunderpuss Radio Mix] — 3:18 - Side B: 1. "I'm a Slave 4 U" [Miguel Migs Petalpusher Vocal] — 5:30 2. "I'm a Slave 4 U" [The Light Remix] — 8:25 U.S. Promo Remix CD 1. "I'm a Slave 4 U" [Thunderpuss Radio Mix] — 3:18 2. "I'm a Slave 4 U" [Miguel Migs Petalpusher Vocal Edit] — 3:33 3. "I'm a Slave 4 U" — 3:23 4. "I'm a Slave 4 U" [Thunderpuss Club Mix] — 8:45 5. "I'm a Slave 4 U" [Miguel Migs Petalpusher Vocal] — 5:30 |

### Remix ufficiali
- Album Version — 3:23
- Instrumental — 3:23
- Bloodshy Lost Mix — 4:30
- Dave Audé Slave Driver Mix — 5:51
- Dave Audé Slave Driver Extended Mix — 7:05 (Only available on "B in the Mix: The Remixes" Deluxe Edition)
- Miguel Migs Petal Pusher Dub — 5:46
- Miguel Migs Petal Pusher Vocal — 5:30
- Miguel Migs Petal Pusher Vocal [Edit] — 3:33
- Thunderpuss Club Mix — 8:45
- Thunderpuss Dark Mix — 7:13
- Thunderpuss Dark Dub — 7:13
- Thunderpuss Mixshow Edit — 6:15
- Thunderpuss Radio Mix — 3:21
- Thunderpuss Tribe-A-Pella — 5:15
- The Light Remix — 8:25

## Classifiche

### Classifiche settimanali
| Classifica (2001) | Posizione massima |
| ----------------- | ----------------- |
| Australia         | 7                 |
| Austria           | 6                 |
| Belgio (Fiandre)  | 6                 |
| Belgio (Vallonia) | 4                 |
| Canada            | 8                 |
| Danimarca         | 8                 |
| Europa            | 5                 |
| Finlandia         | 4                 |
| Francia           | 8                 |
| Germania          | 3                 |
| Irlanda           | 6                 |
| Italia            | 4                 |
| Giappone          | 33                |
| Nuova Zelanda     | 13                |
| Norvegia          | 3                 |
| Paesi Bassi       | 9                 |
| Romania           | 10                |
| Regno Unito       | 4                 |
| Spagna            | 6                 |
| Svezia            | 7                 |
| Svizzera          | 7                 |
| Stati Uniti       | 27                |

### Classifiche di fine anno
| Classifica (2001) | Posizione |
| ----------------- | --------- |
| Australia         | 99        |
| Belgio (Fiandre)  | 52        |
| Francia           | 64        |
| Germania          | 101       |
| Italia            | 33        |
| Paesi Bassi       | 78        |
| Romania           | 93        |
| Svezia            | 58        |
| Svizzera          | 68        |
| Regno Unito       | 83        |